# Ян Сюй
Ян Сюй (кит. упр. 杨旭; 12 февраля 1988, Далянь, провинция Ляонин) — китайский футболист, нападающий клуба «Шаньдун Лунэн» и национальной сборной Китая.

## Карьера

### Клубная карьера
Дебют Ян Сюя в профессиональном футболе состоялся 16 апреля 2005 году в игре «ФК Ляонин» против «Шанхай Шэньхуа», который был проигран 0-1. Несмотря на поражение, игрок показал себя достаточно хорошо и вышел в следующем матче против «Ухань Хуанхэлоу», однако матч вновь закончился поражением 1-0. В течение сезона «Ляонин» прибавил, а Ян Сюй в его составе забил первый гол в ворота «Шэньчжэнь Цзяньлибао». Матч проходил 15 мая 2005 года, а команда одержала победу 3-1. К концу сезона в Суперлиге Ян Сюй забил 3 мяча в 11 играх, а «Ляонин» закончил сезон на 10-м месте.
В следующем сезоне игрок стал появляться в составе регулярно, выходил на поле в 20 играх и забил 3 мяча. Однако, Ян Сюй все равно не получал достаточно игровой практики и основном выходил на замену. К началу сезона 2008 года в Суперлиге Ян Сюй по-прежнему был игроком, который претендовал на роль первого нападающего. За сезон он вновь трижды отличался в играх чемпионата, однако «Ляонин» неудачно провел сезон и потерял место в элитном дивизионе. К началу 2009 года игрок остался в команде и стал основным нападающим. В чемпионате он провел 27 игр и забил 15 мячей — с этим показателем Ян Сюй занял второе место в лиге по количеству забитых мячей. Его результативность помогла клубу уже на следующий год вернуться в Суперлигу.

### Международная карьера
После удачного старта в сезоне 2009 года в чемпионате с «ФК Ляонин» Ян Сюй был приглашен в первую национальную сборную несмотря на то, что клуб выступал во втором дивизионе. Перед отборочными матчами на Кубок Азии по футболу игрок попробовал свои силы в товарищеских матчах, а в квалификации дебютировал в игре против сборной Вьетнама 17 января 2009 года. Дебют получился удачным — Ян Сюй отличился в первом же матче. 30 марта 2011 года он дважды забил в игре против Гондураса, а сборная КНР одержала победу со счётом 3-0. Первый хет-трик на международной арене игрок оформил в игре 23 июля 2011 года в матче против национальной команды Лаоса.

## Достижения
«Ляонин Хувин»
- Первая лига Китая по футболу: чемпион, 2009
- Сборная Китая по футболу до 17 лет: чемпион АФК до 17 лет, 2004
- Чемпионат Восточной Азии по футболу: чемпион, 2010

## Статистика выступлений за клуб
Последнее обновление: 25 января 2012
| Сезон | Команда      | Страна | Дивизион | Игры | Голы |
| ----- | ------------ | ------ | -------- | ---- | ---- |
| 2005  | ФК Ляонин    | Китай  | 1        | 11   | 3    |
| 2006  | ФК Ляонин    | Китай  | 1        | 20   | 3    |
| 2007  | ФК Ляонин    | Китай  | 1        | 19   | 0    |
| 2008  | Ляонин Хувин | Китай  | 1        | 14   | 3    |
| 2009  | Ляонин Хувин | Китай  | 2        | 23   | 15   |
| 2010  | Ляонин Хувин | Китай  | 1        | 27   | 11   |
| 2011  | Ляонин Хувин | Китай  | 1        | 29   | 9    |
| Всего | Всего        | Всего  | Всего    | 143  | 44   |

## Статистика выступлений на международной арене
Последнее обновление:6 сентября 2011
| Год   | Команда | Игры | Голы |
| ----- | ------- | ---- | ---- |
| 2009  | КНР     | 1    | 0    |
| 2010  | КНР     | 7    | 3    |
| 2011  | КНР     | 10   | 6    |
| Всего | Всего   | 18   | 9    |

## Голы за сборную
В итоговых результатах голы Китая приведены первыми.
| Дата            | Место                                         | Соперник | Счёт | Результат | Соревнование                                             |
| --------------- | --------------------------------------------- | -------- | ---- | --------- | -------------------------------------------------------- |
| 17 января 2010  | My Dinh National Stadium, Ханой               | Вьетнам  | 1-0  | 2-1       | Кубок Азии по футболу 2011 (отборочный турнир)           |
| 17 ноября 2010  | Китай Стадион Тодун, Куньмин                  | Латвия   | 1-0  | 1-0       | Товарищеский матч                                        |
| 18 декабря 2010 | Китай Спортивный центр Чжухая, Чжухай         | Эстония  | 3-0  | 3-0       | Товарищеский матч                                        |
| 29 марта 2011   | Китай Стадион спортивного центра Уханя, Ухань | Гондурас | 2-0  | 3-0       | Товарищеский матч                                        |
| 29 марта 2011   | Китай Стадион спортивного центра Уханя, Ухань | Гондурас | 3-0  | 3-0       | Товарищеский матч                                        |
| 23 июля 2011    | Китай Стадион Тодун, Куньмин                  | Лаос     | 1-2  | 7-2       | Чемпионат мира по футболу 2014 (отборочный турнир, Азия) |
| 23 июля 2011    | Китай Стадион Тодун, Куньмин                  | Лаос     | 3-2  | 7-2       | Чемпионат мира по футболу 2014 (отборочный турнир, Азия) |
| 23 июля 2011    | Китай Стадион Тодун, Куньмин                  | Лаос     | 4-2  | 7-2       | Чемпионат мира по футболу 2014 (отборочный турнир, Азия) |
| 28 июля 2011    | Лаос Новый Национальный стадион, Вьентьян     | Лаос     | 6-1  | 6-1       | Чемпионат мира по футболу 2014 (отборочный турнир, Азия) |